# Абдул Латип бин Талиб
Абдул Латип бин Талиб (малайск. Abdul Latip bin Talib); (2 июня 1954, с. Улу-Сепери, Рембау, Негри-Сембилан) — писатель Малайзии, автор исторических романов.

## Краткая биография
Родился в крестьянской семье. Отец умер, когда Абдул Латип был ещё ребёнком. Мать занималась выращиванием риса на своём участке. Окончил полную среднюю школу. Мечта учиться в университете не осуществилась, поскольку семья не могла платить за обучение. В 1978—1998 гг. работал в качестве чиновника в землемерном департаменте.

## Творчество
Активно занимается писательским трудом с 1990 года. Первоначально писал произведения различных жанров: пьесы, рассказы, стихи. В конце 1990-х годов принимал участие в деятельности виртуального литературного объединения «E-Sastera», где опубликовал, в том числе, рецензию на малайский перевод «Песни о соколе» Максима Горького, выполненный В. А. Погадаевым. C 2007 года сосредоточился на исторических романах. Написал 45 романов на тему истории Малайзии, Индонезии, возникновения и развития ислама, крестовых походов, биографии мусульманских деятелей.

## Основные произведения[4]
- Ахмад Аммар. Куала-Лумпур: PTS, 2015
- Имам Малик. Куала-Лумпур: PTS, 2010, 2013, 2015
- Имам Шафии. Куала-Лумпур: PTS, 2009, 2013, 2015
- Имам Ханбаль. Куала-Лумпур: PTS, 2010, 2013, 2015
- Наполеон Бонапарт. Куала-Лумпур: PTS, 2014
- Хамка. Куала-Лумпур: PTS, 2014
- Султан Мехмед Аль-Фатих. Покоритель Константинополя. Куала-Лумпур: PTS, 2009, 2010, 2014
- Салах ад-Дин Аль-Аюби. Куала-Лумпур: PTS, 2010, 2014
- Третий крестовый поход. Куала-Лумпур: PTS, 2014
- Второй крестовый поход. Куала-Лумпур: PTS, 2014
- Падение ислама в Андалусии. Куала-Лумпур: PTS, 2014
- Бадиуззаман Саид Нурси. Куала-Лумпур: PTS, 2012, 2014
- Мустафа Кемаль Ататюрк. Куала-Лумпур: PTS, 2011, 2014
- Хасан Аль-Банна. Куала-Лумпур: PTS, 2013, 2014
- Изабелла. Куала-Лумпур: PTS, 2013
- Моянг Саллех. Куала-Лумпур: PTS, 2013
- Герои борьбы за независимость. Куала-Лумпур: PTS, 2013
- Первый крестовый поход. Куала-Лумпур: PTS, 2014
- Битва при Джементе. Куала-Лумпур: PTS, 2013
- Имам Ханифа. Куала-Лумпур: PTS, 2010, 2013
- Абу Айюб аль-Ансари. Куала-Лумпур: PTS, 2013
- Ханг Надим. Куала-Лумпур: PTS, 2012
- Договор в Худайбии. Куала-Лумпур: PTS, 2012
- Саад Абу Вакас. Куала-Лумпур: PTS, 2011
- Настоящие войны. Куала-Лумпур: PTS, 2011
- Истинные имамы. Куала-Лумпур: PTS, 2011
- Битва Хандак. Куала-Лумпур: PTS, 2011
- Ток Джанггут. Куала-Лумпур: PTS, 2010
- Тарик. Победить или умереть героем. Куала-Лумпур: PTS, 2007, 2010
- Икрамах. От противника к защитнику. Куала-Лумпур: PTS, 1970, 2010
- Хулагу-хан. Куала-Лумпур: PTS, 2009, 2010
- Абу Убайда. Покоритель Персии. Куала-Лумпур: PTS, 2008, 2010
- Халид аль-Валид. Куала-Лумпур: PTS, 2010
- Битва при Ухуде. Куала-Лумпур: PTS, 2010
- Истинные халифы. Куала-Лумпур: PTS, 2010
- Битва при Бадаре. Куала-Лумпур: PTS, 2010
- Умар Абдул Азиз. Куала-Лумпур: PTS, 2010
- Копьё Аванга возвращается к Даянг. Куала-Лумпур: PTS, 2009
- Дол Саид. Куала-Лумпур: PTS, 2009
- Мат Килау. Куала-Лумпур: PTS, 2009
- Билал ибн Рабах. Куала-Лумпур: PTS, 2009
- Халиф Усман Аффан. Куала-Лумпур: PTS, 2009
- Али ибн Абу Талиб. Куала-Лумпур: PTS, 2009
- Лейтенант Аднан. Герой нации. Куала-Лумпур: PTS, 2008
- Абу Бакр. Истинный друг. Куала-Лумпур: PTS, 2008
- Хикаят Амир Хамзах. 1-3. Куала-Лумпур: PTS, 2008
- Салах ад-Дин. Покоритель Иерусалима. Куала-Лумпур: PTS, 2008
- Битва при Хайбаре Куала-Лумпур: PTS, 2007, 2012
- Халид. Не щадя жизни. Куала-Лумпур: PTS, 2007
- Имам Ханифа. Защитник истины. Куала-Лумпур: PTS, 2007

## Награды
- Победитель конкурса на лучшее произведение литературы и культуры Саравака (2005)
- Литературная премия газеты «Утусан Мелаю» (2005)
- Третье место в конкурсе на лучший роман для молодёжи «Утусан-Эксон Мобил» (2005)[5]
- Медаль «За безупречную службу на благо общества» правительства штата Негри-Сембилан (2007)
- Победитель конкурса на лучший исторический роман штата Джохор (2007)
- Роман «Дворец Менанти» включён министерством образования в к список обязательных произведений для изучения в средней школе (2009)
- Первое место в списке 10 литераторов, получающих наивысшие гонорары в издательстве PTS (2011)[2]
- Звание «Самый читаемый писатель» на книжной ярмарке Брунея (2013)

## Оценка творчества
Наряду с позитивной оценкой творчества писателя в его адрес нередко звучат обвинения в искажении исторических фактов. Его роман «Паломничество» по этой причине был изъят в 2013 г. из продажи.

## Семья
Женат с 1 апреля 1978 года. Супруга Тенгку Назира Тенгку Алиас (Tengku Nazirah Tengku Alias) и трое детей Мухамад Шукри (Muhamad Shukri), Мухамад Шакирин (Muhamad Shakirin) и Нор Фаизин (Nor Faizin).